# Bangseng
Bangseng (ou Mbangseng) est un village de la Région du Littoral au Cameroun, situé dans la commune de Bonaléa

## Population et développement
En 1967, la population de Bangseng était de 42 habitants, essentiellement des Bankon (Abo). Elle était de 32 habitants dont 20 hommes et 12 femmes, lors du recensement de 2005.